# Тириг-бег
Тириг-бег (др. кырг. 𐱅𐰄𐰼𐰄𐰏:𐰋𐰅𐰏, Tirig beg) — военачальник и посол Кыргызского каганата. Упоминается на одном из енисейских письменных памятников.

## Этимология
Имя «Тириг» довольно часто встречается в енисейских эпитафиях. Так, в древнекыргызских упоминаются следующие имена: «Кюни Тириг» — Ревнивый Тириг, «Кулюг Тириг» — Удалой Тириг, «Учин Кулюг Тириг» — Именитый Тириг. Само слово «Тириг» означает «живой» и часто носит смысл в именах героев «совершенный», «могучий», «сильный», «великий». В современном хакасском языке выражение «тириг соох» означает «сильный мороз», «тириг хоргыс» — «великий страх» и так далее. Исследователи склонны считать, что «Тириг-бег» буквально означает «Великий князь».

## Военная карьера
Согласно сохранившимся сведениям, Тириг-бег стоял во главе элитной гвардии из сорока человек, которым он являлся «начальником отцом родным». Известно, что Тириг-бег командовал завоевательным походом против Курыкан, которые в ходе войны были покорены енисейскими кыргызами. Потомок Тириг-бега в своем руническом памятнике сообщал, что Тириг-бег одержал победу над «над многочисленной стаей волков (тюркютов)», позже возглавляя к ним посольство.
Покорение енисейскими кыргызами Прибайкалья вызвало миграцию части курыкан на север, что могло стать причиной начала движения предков современных якутов в долину реки Лены. Согласно историческим источникам, курыканы являлись частью Кыргызского каганата вплоть до XIII века.

## Рунический памятник
На данный момент рунический памятник, обнаруженный в бассейне реки Уйбат находится в Минусинском краеведческом музее. Перевод текста был составлен в 1973 году и гласит следующее:
«(1) [Доблестный] муж! Вы приобрели (много) принцесс, (но) не насладились княжеской властью, о бег!

(2) Тысяча печалей! Вы отделились (от нас), о горе! Сорок мужей-воинов Вы оставили (букв. «сделали») без отца!

(3) При взятии племенного союза Уч-курыкан Вы, Тириг-бег, (были) словно клыкастый вепрь!».
Текст эпитафии на оборотной стороне памятника звучит следующим образом:
«(4). О - мой дикий барс, Тириг бег! Увы! моя мужская доблесть Вам (принадлежит)!

(5) он был послом [от моего эля] к бегу небесных тюрков.

(6) ...Я убивал [мужей-воинов], я убивал подразделения [многочисленной] стаи серых волков!» 